# Cyrtochilum cordatum
Cyrtochilum cordatum là một loài thực vật có hoa trong họ Lan. Loài này được (Lindl.) Kraenzl. mô tả khoa học đầu tiên năm 1917.